# 斷線脂鯉
斷線脂鯉是輻鰭魚綱脂鯉目脂鯉亞目鮭脂鯉科斷線脂鯉屬中的一个种。它们生活在刚果河流域，尤其是在雨林河流中。它们可以达到12厘米长。性成熟的雄鱼尾鳍中间延长。雄鱼色彩鲜艳，雌鱼不起眼。由于它要求不高，因此是很喜欢被使用的观赏鱼。斷線脂鯉需要成群养，需要比较多的地方游泳。斷線脂鯉主要在水面觅食。它们也吃植物，可作為觀賞魚。